# Сарајевски ратни тунел
Сарајевски ратни тунел, такође познат и као Тунел спаса или Тунел српског страдања, био је тунел који је направљен током блокаде Сарајева, између марта и јуна 1993. године. Тунел је прокопан испод аеродромске писте како би повезао двије територије које је држала АРБиХ (Добрињу и Бутмир) па се тако и тунел звао „Тунел Д-Б”. Тунел је прокопала АРБиХ, а у копању су учествовали српски логораши.
Тунел је био најстрожа тајна дијела Сарајева под командом АРБиХ. Коришћен је за снабдевање бошњачких снага ратним намирницама укључујући храну, гориво, новине и оружје.
Саобраћај кроз тунел је стално текао у оба смјера. Свакога дана је кроз тунел пролазило између 3.000 и 4.000 бошњачких и војника УН (као и цивила), и 30 тона различите робе.

## Структура
Тунел је дуг око 720 метара, а висок око 1,5 метар док је на неким дијеловима био висок и до 1,8 метара. Тунел се у званичним разговорима АРБиХ и ОУН водио под именом „Тунел којег нема”.
Током 1994. тунелом су постављене мале шине по којима су ишла мала колица.

## Присилни рад на изградњи
Српски логораши су овај тунел назвали „тунел српског страдања” због тога што је 50 српских логораша убијено приликом прокопавања тунела. Од 50 убијених српских логораша, 6 логораша је било из логора Силос, а остала 44 из логора у Храсници. Српски логораши су даноноћно одвођени на прокопавање ровова, тунела, изградњу бункера и прилаза на линији разграничења ВРС и АРБиХ.

## Галерија
- Унутрашњост тунела
- Колица за транспорт кроз тунел
- „Предсједникова столица” којом су се превозиле важније особе
- Музеј тунела